# Tsutomu Hanahara
Tsutomu Hanahara (花原 勉?, Hanahara Tsutomu; Shimonoseki, 3 gennaio 1940 – Suginami, 5 febbraio 2024) è stato un lottatore giapponese.

## Biografia
Tsutomu Hanahara nacque a Shimonoseki, nella prefettura di Yamaguchi il 3 gennaio 1940.
Vinse una medaglia d'oro nella categoria pesi mosca alle Olimpiadi del 1964. Gareggiò ai campionati mondiali del 1958 e del 1967 classificandosi rispettivamente al sesto e terzo posto.[3]
Morì a Tokyo, precisamente nel quartiere di Suginami, il 5 febbraio 2024 all'età di 84 anni.

## Palmarès
Olimpiadi
- 1 medaglia:
  - 1 oro (lotta greco-romana - pesi mosca a Tokyo 1964)

Mondiali
- 1 medaglia:
  - 1 bronzo (lotta greco-romana - 57 kg a New Delhi 1967)

Giochi asiatici
- 1 medaglia:
  - 1 argento (lotta greco-romana - 52 kg a Giacarta 1962)